# Botafogo Futebol Clube (Acre)
Botafogo Futebol Clube foi uma agremiação esportiva da cidade de Rio Branco, Acre.

## História
O clube disputou o Campeonato Acreano da 1ª e 2ª divisão, durante os anos 50 e 60.[carece de fontes?] Em 1952 o clube conquistou o Torneio Início do Campeonato Suburbano de Futebol.

## Estatísticas

### Participações
| Competição | Competição         | Temporadas | Melhor campanha         | Estreia | Última | P | R |
| Acre       | Campeonato Acreano | 12         | Desconhecido (12 vezes) | 1952    | 1966   | – | – |

## Títulos
| ESTADUAIS | ESTADUAIS                              | ESTADUAIS | ESTADUAIS  |
|           | Competição                             | Títulos   | Temporadas |
| --------- | -------------------------------------- | --------- | ---------- |
|           | Campeonato Acriano - 2ª Divisão        | 1         | 1951       |
|           | Torneio Início do Campeonato Suburbano | 1         | 1952       |